# La extorsión (película de 2023)
La extorsión es una película argentina de suspenso de 2023 dirigida por Martino Zaidelis y protagonizada por Guillermo Francella, Pablo Rago, Andrea Frigerio, Carlos Portaluppi, Mónica Villa y Alberto Ajaka. Fue estrenada el 6 de abril de 2023 en cines y posteriormente se incluyó en el catálogo de la plataforma de streaming HBO Max.

## Sinopsis
Un experimentado piloto comercial se ve obligado a colaborar con los servicios de inteligencia de su país para evitar ser castigado por una grave falta que cometió en el trabajo. Rápidamente se ve inmerso en un submundo de intrigas y extorsiones que pondrá en peligro su vida y del que pagará un precio muy alto para escapar.

## Reparto
- Guillermo Francella como Alejandro Petrossián
- Pablo Rago como Saavedra
- Andrea Frigerio como Carolina Guerrero
- Carlos Portaluppi como Mario Aldana
- Mónica Villa como Rita Tirabosco
- Alberto Ajaka como Porchietto
- Guillermo Arengo como Fernando Marconi
- Juan Lo Sasso como Andrés Sadik
- Joselo Bella como Cristaldo
- Carla Pandolfi como Dra. Andrea Vitale
- Julieta Vallina como Nadia Akerman
- Romina Pinto como Mara Viviani
- Osvaldo Djeredjian como Beltramino
- Rubén Cirocco como Custodio de Carolina
- Alejandro Botto[4]

## Recepción

### Comentarios de la crítica
El sitio web de reseñas Todas Las Críticas da a la película un índice de aprobación del 93% basado en 14 críticas, y una calificación promedio de 69/100.

### Premios y nominaciones
| Premio      | Fecha del evento     | Categoría              | Nominado                                       | Resultado | Ref.  |
| ----------- | -------------------- | ---------------------- | ---------------------------------------------- | --------- | ----- |
| Premios Sur | 26 de agosto de 2024 | Mejor actor de reparto | Pablo Rago                                     | Nominado  | [ 6 ] |
| Premios Sur | 26 de agosto de 2024 | Mejor montaje          | Ariel Frajnd                                   | Nominado  | [ 6 ] |
| Premios Sur | 26 de agosto de 2024 | Mejor sonido           | Gonzalo Matijas, Rubén Piputto y Matías Vilaro | Nominados | [ 6 ] |
| Premios Sur | 26 de agosto de 2024 | Mejor música original  | Pablo Borghi                                   | Nominado  | [ 6 ] |